# سیرنوو
سیرنوو (به چکی: Syřenov) یک منطقهٔ مسکونی در جمهوری چک است که در ناحیه سمیلی واقع شده‌است. سیرنوو ۲۱۶ نفر جمعیت دارد و ۴۴۸ متر بالاتر از سطح دریا واقع شده‌است.